# Ofelia (album)
Ofelia – debiutancki album studyjny polskiej piosenkarki Ofelii. Wydawnictwo ukazało się 15 listopada 2019 roku nakładem wytwórni Warner Music Poland.

## Lista utworów
Opracowano na podstawie materiału źródłowego.
| Nr  | Tytuł utworu   | Długość |
| --- | -------------- | ------- |
| 1.  | „Intro”        | 1:28    |
| 2.  | „Meteoryt”     | 5:10    |
| 3.  | „Tu”           | 4:04    |
| 4.  | „Paczuli”      | 5:16    |
| 5.  | „Ćma”          | 3:49    |
| 6.  | „Zaraz”        | 3:14    |
| 7.  | „Dwa słowa”    | 4:12    |
| 8.  | „To do pana”   | 6:34    |
| 9.  | „Ofelia”       | 3:55    |
| 10. | „Dzieci Sauté” | 6:23    |
| 11. | „Pejotl”       | 3:27    |
| 12. | „Dawno”        | 6:14    |
|     |                | 53:46   |